# Terminal (Film)
Terminal ist eine US-amerikanische Tragikomödie des Regisseurs Steven Spielberg aus dem Jahr 2004 mit Tom Hanks, Stanley Tucci und Catherine Zeta-Jones in den Hauptrollen.
Der Film wurde am 1. September 2004 bei den Filmfestspielen von Venedig als Eröffnungsfilm gezeigt.

## Handlung
Viktor Navorski, ein Besucher aus dem fiktiven osteuropäischen Land Krakosien (Krakozhia), landet auf dem New Yorker Flughafen JFK, als sein Heimatland in Bürgerkriegswirren untergeht und von den Vereinigten Staaten nicht mehr diplomatisch anerkannt wird. Da sein Pass damit ungültig wird, verhindert die Bürokratie – verkörpert durch den leitenden Grenzschutzbeamten Frank Dixon – eine legale Einreise ebenso wie einen Rückflug. Dixon geht davon aus, dass Viktor den Terminal widerrechtlich trotzdem verlassen und so aus seinem Zuständigkeitsbereich verschwinden wird.
Sehr zum Ärger von Dixon und unter ständiger Beobachtung der Überwachungskameras richtet sich der Gestrandete aber im Flughafen-Terminal auf Dauer häuslich ein. Viktor kämpft jeden Tag gegen die Tücken der Flughafenbehörde, um an sein Ziel zu gelangen: die legale Einreise. Anfangs sammelt er Kofferkulis, um sich von dem Kleingeld Essen zu kaufen. Als Dixon dies bemerkt, stellt er einen Airport-Betreuer ein, der Viktor die gesammelten Gepäckwagen wieder abnimmt. Daher bemüht sich Viktor einen Job in einem der Geschäfte des Flughafens zu bekommen, was ihm allerdings wegen der fehlenden Papiere nicht gelingt. Als er jedoch eine Baustelle am Flughafen entdeckt, baut er eine begonnene Wand fertig. Dies wird am nächsten Morgen von den Arbeitern gesehen und Viktor als Bauarbeiter eingestellt.
Zu Beginn kann Viktor kaum ein Wort Englisch. Dies führt ihn in viele ausweglose Situationen. Im Laufe der Zeit bringt er sich die Sprache bei und kann mehr und mehr mit den Menschen kommunizieren.
Während der mehr als neunmonatigen Wartezeit verliebt sich Navorski in die Flugbegleiterin Amelia, die ihrerseits die Geliebte eines verheirateten Mannes ist. Er organisiert ein Abendessen auf der Terrasse des Terminals und baut einen farbenprächtigen Brunnen für sie. Unterstützung erhält er von einer Schar zumeist ausländischer Hilfsarbeiter. Ein Inder, ein Latino und ein Afroamerikaner stehen exemplarisch für die Einwanderernationen in den Vereinigten Staaten. Im Gegenzug bewirkt er durch seine Herzlichkeit gute Taten, so verhindert er durch Verhandlungsgeschick eine Verhaftung und verkuppelt zwei Flughafenangestellte.
Die Liebe zu Amelia bleibt unerfüllt. Nach dem Ende des Bürgerkrieges in Krakosien fliegt Viktor schließlich alleine in seine Heimat zurück. Vor seiner Abreise kann er noch das Versprechen an seinen verstorbenen Vater, das der Grund für seine Reise war, einlösen: Eine Unterschrift des bekannten Jazz-Tenorsaxophonisten Benny Golson einzuholen. Viktors Vater hatte einst in einer ungarischen Zeitung das Foto A Great Day in Harlem entdeckt und daraufhin die Autogramme aller übrigen 56 abgebildeten Musiker ergattert.

## Hintergrund
- Der Film basiert lose auf der Geschichte des Iraners Mehran Karimi Nasseri (1945–2022), der vom 26. August 1988 bis August 2006 als Sir, Alfred (mit Komma im Namen) auf dem Pariser Flughafen Charles de Gaulle lebte. Nasseris Schicksal wurde bereits 1993 in der französischen Komödie Die vom Himmel Gefallenen und 2001 in der britischen Pseudo-Dokumentation Here to Where verfilmt.
- Ende 2009 wurde der Fall des chinesischen Menschenrechtlers Feng Zhenghu (* 1954) international bekannt, dem von chinesischen Behörden mehrmals die Wiedereinreise verweigert wurde. Daraufhin hielt er sich über mehrere Monate im Sicherheitsbereich des Flughafens Tokio-Narita auf. Der Fall wurde in der Presse häufig mit Navorski im Film verglichen.[3]
- Obschon der Staat Krakosien fiktiv ist, ist die Sprache des Protagonisten nicht erfunden: Navorski spricht Bulgarisch.
- Der Staat Krakosien befindet sich laut einer Karte in einem Nachrichtenbeitrag, auf dem Gebiet von Nordmazedonien.

## Kritiken
„… Die Bezüge zu aktuellen politischen Ereignissen beschränken sich auf Andeutungen, während die kafkaeske Absurdität der Situation schon bald ins Freundlich-Spielerische umschlägt. Eine unterhaltsame, von nahezu schwereloser Spiellaune und inszenatorischer Akrobatik getragene Fabel, die Steven Spielbergs beständige Themen der Heimatlosigkeit und des Verlorenseins in einer fremden, feindseligen Welt von der heiteren Seite anzugehen versucht.“

## Auszeichnungen
- Komponist John Williams wurde 2005 mit dem BMI Film Music Award ausgezeichnet.
- Die Deutsche Film- und Medienbewertung FBW in Wiesbaden verlieh dem Film das Prädikat wertvoll.